# Тяньчжоу-8
«Тяньчжоу-8» (кит. упр. 天舟八号, пиньинь Tiān zhōu bā hào, буквально: «Небесный корабль №8») — восьмой грузовой космический корабль КНР серии «Тяньчжоу» и седьмой грузовой корабль снабжения многомодульной орбитальной станции «Тяньгун».
«Тяньчжоу-8» — третий модернизированный аппарат из третьей серии грузовых кораблей «Тяньчжоу», несущих уменьшенный запас топлива, за счёт чего увеличена масса других доставляемых грузов. Программное обеспечение «Тяньчжоу-8» доработано и позволяет запускать корабль и стыковать его к станции в любой день года, а не только в определённые периоды, как предыдущие корабли этой модификации. Кроме того на «Тяньчжоу-8» дополнительно увеличены масса (на 102 кг) и объём (на 268 литров) доставляемых грузов.
Запуск «Тяньчжоу-8» планировался на середину октября 2024 года, во время работы работы на станции «Тяньгун» седьмой экспедиции. Запуск был задержан из-за тайфуна Яги, причинившего в сентябре 2024 года повреждения сооружениям космодрома Вэньчан. «Тяньчжоу-8» был запущен уже после прибытия на станцию «Тяньгун» восьмой экспедиции и возвращения седьмой экспедиции на Землю. Запуск состоялся 15 ноября 2024 года носителем Чанчжэн-7 с площадки 201 космодрома Вэнчан. Примерно через 3 часа после запуска «Тяньчжоу-8» состыковался со станцией «Тяньгун» и экипаж космического корабля «Шэньчжоу-19», находящийся на орбитальной станции, приступил к его разгрузке. 
На станцию было доставлено около 6 тонн грузов различного назначения. В состав доставленных грузов входят топливо для космической станции, рассчитанные на 9 месяцев полёта экипажа запасы еды и воды, медикаменты, одежда, предметы первой необходимости. Также доставлено защитное устройство для выходного люка станции, два комплекта кислородных баллонов, оборудование для экспериментов и материалы для научных исследований общей массой более 450 кг. В том числе на станцию доставлены кирпичи, изготовленные из материала, имитирующего лунный грунт. Предполагается проверить устойчивость этого строительного материала к воздействию различных факторов открытого космоса. Образцы кирпичей будут размещены на внешней поверхности станции и экспонироваться там до трёх лет, с поочерёдным их снятием и возвращением на Землю для исследования.
«Тяньчжоу-8» отстыковался от орбитальной станции «Тяньгун» 8 июля 2025 в 07:09 UTC и в 22:42 UTC вошёл в атмосферу Земли и прекратил своё существование.